# Djuptjärnen (Forsa socken, Hälsingland)
Djuptjärnen är en sjö i Hudiksvalls kommun i Hälsingland och ingår i Nianåns huvudavrinningsområde.